# 鲁图尔文学
鲁图尔文学是高加索地区的文学传统之一，是鲁图尔人的文化遗产，包括丰富的口头创作和书面传统。拥有数百年历史的鲁图尔口头文学和民间创作，至今仍未被系统研究。大部分鲁图尔诗人、阿舒格（游吟诗人）和作家的作品是用波斯语、阿拉伯语、土耳其语和阿塞拜疆语写成的。几个世纪以来，鲁图尔人使用这些语言创作，因为他们的母语在他们的地区以外鲜为人知。掌握多种外语并能用其写作被视为有教养的标志。
受过教育的鲁图尔文化人能流利使用阿拉伯语、波斯语、土耳其语和阿塞拜疆语。这些语言被用于交流、进行学术讨论、参与诗歌竞赛和撰写论著。与来自其他东方地区的学者通常也使用这些语言。阿拉伯语通常用于撰写科学著作。例如，保存下来了几部天文学、数学、医学和逻辑学方面的论著，出自希纳兹著名百科全书式学者伊斯梅尔-埃芬季及其子赛义德-埃芬季之手。这些保存在俄罗斯科学院达吉斯坦科学中心和伊斯梅尔-埃芬季后裔手中的著作，至今尚未被翻译成俄语。
鲁图尔族杰出的游吟诗人，包括伊德里斯-巴巴、哈吉·米尔扎、埃尔达拉什德·库尔班、钦基·穆罕默德、伊尔迪·马吉特、贾布扎尔·穆罕默德、希兹里·伊斯梅尔、阿迪尔汗、巴希尔、贾马鲁丁以及来自希纳兹的谢梅季等等。但他们的大部分创作已经失传。由于鲁图尔游吟诗人主要以波斯语、土耳其语、阿拉伯语和阿塞拜疆语上进行创作，他们丰富的文化遗产中有相当一部分已经丢失。
在阿塞拜疆的赫诺夫、博尔奇、新博尔奇、达舒兹、申村、绍尔苏、圭布拉赫、科赫穆赫、巴尔塔雷等村庄以及舍基市，形成了鲁图尔语言艺术大师们独特的艺术传统。由于地理和历史原因，博尔奇-赫诺夫方言与其他鲁图尔语方言区隔开来，因此它不仅发展出了语音上的差异，还有显著的形态学差异。这明显影响了人们对赫诺夫和博尔奇文本的理解。然而，这丝毫没有贬低赫诺夫和博尔奇的诗人、作家和剧作家在现当代鲁图尔文学形成和发展中的作用。民众熟知的诗人有萨基特·库尔巴诺夫、泽纳布·希纳维、韦萨尔·切尔克佐夫、埃斯克·奥斯曼诺夫、奥夫奇·阿拉博夫、马拉凯·阿卜杜拉希莫娃、恩维尔·穆斯塔法耶夫等，他们的创作活动从12世纪持续至今。

## 古代文学
泽纳布·希纳维（Зейнаб Хинави）（12世纪初）是塔玛拉女王（царица Тамара）的宫廷女诗人；她通晓多种语言（阿拉伯语、波斯语、土耳其语、鲁图尔语、列兹金语），并创作鲁巴伊（рубаи）、歌曲和歌什玛（гошмы）。年轻时，泽纳布·希纳维成为了希尔万沙阿（ширванский шах）马努切赫尔（Манучехр）宫廷中的宫廷歌姬。在那里，她接受了极好的教育，并精通了阿拉伯语、波斯语和土耳其语。这位年轻女诗人的才华在宫廷中被注意到，并由当时著名的歌手和阿舒格负责培养她的才能。他们教授泽纳布文学艺术的基础，并让她有机会获得深厚的文学素养。后来，她经常与顶尖的阿舒格们一起参加诗歌竞赛。沙阿马努切赫尔将泽纳布引荐给了格鲁吉亚国王大卫（Давид）的女儿塔玛拉女王。女王在她的宫廷中聚集了最优秀的学者、阿舒格和诗人。有一次，塔玛拉在诗歌竞赛中听到泽纳布的表演，深受震撼，不愿让这位歌姬离开。从那时起，泽纳布便生活在塔玛拉女王的宫廷中，并在那里度过了余生。泽纳布曾用阿拉伯语、波斯语、鲁图尔语和列兹金语创作歌曲。
另一位杰出的代表人物是来自伊赫列克（Ихрек）的库尔·拉贾布·希克斯德（Кюр Раджаб Шикесде，又名赫斯特·拉贾布 Хесте Раджаб），他被认为是鲁图尔小说和诗歌的奠基人。这位阿舒格（游吟诗人）精通波斯语、土耳其语、阿拉伯语、阿塞拜疆语、列兹金语，还有鲁图尔语，并用这些语言创作作品。他的创作在阿塞拜疆（他被视为阿塞拜疆诗人）和土耳其（他的歌曲以“雷杰比”之名闻名）都得到了研究。
仅存的几首用鲁图尔语写成的诗歌表明，拉贾布在运用母语时十分小心。当时，鲁图尔语很少用于严肃的文学创作，因为受教育程度的高低是以掌握阿拉伯语、波斯语、土耳其语和阿塞拜疆语等语言来衡量的。那个时代的知识分子主要由多语言者组成。
正如同时代人所写，库尔-拉贾布才华横溢，充满抒情气质，他的作品以深刻的心理描写和真挚情感著称。也许是他艰难的生活境遇所带来的那种直白的忧伤，流露在他的作品中，引起了人们的共鸣，具有特殊的吸引力。
在诗集《我是阿舒格，我爱你！..》（«Я — ашыг, люблю тебя!..»）中，库尔-拉贾布被列为上个千年最著名的44位阿塞拜疆阿舒格之一。该诗集收录了由 V. 卡法罗夫（В. Кафаров）翻译成俄语的10首库尔-拉贾布的诗歌。此外，该诗集还提到库尔-拉贾布写有达斯坦（史诗叙事诗），这被认为是阿舒格最高技艺的标志。
库尔-拉贾布的同时代人有来自希纳兹（Шиназ）的马哈茂德（Махмуд）和马赫迪（Махди），以及来自博尔奇（Борч）的马拉-图拉布（Малла-Тураб）。关于他们的创作信息稀少，但有记载称他们的名声远播达吉斯坦之外。
关于乌斯塔·加鲁恩（Уста Гарун）的资料也非常少，他于1865年出生在希纳兹村，于1901年去世。

## 20世纪文学
20世纪，鲁图尔文学家们开始用鲁图尔语创作作品。这一时期成为鲁图尔文学语言和鲁图尔诗歌的繁荣时代。各种体裁和类型的诗歌及散文作品逐渐形成。阿利·卡比洛夫（Али Кабилов）来自希纳兹（Шиназ），出生于革命前的一个富裕家庭，是当地著名的阿拉伯语学者、科学家和阿舒格。革命后，他遭到逮捕并被流放至西伯利亚。他用鲁图尔语创作的诗作得以保存，其中描写了他人生中的这段艰难时期。不过，他的主要创作遗产已经遗失，仅存留少数作品。尽管如此，这些作品仍能体现他对鲁图尔诗歌的重大贡献。
1934年，第一届苏联作家代表大会召开，鲁图尔诗人贾梅塞布·尤素福维奇·萨拉罗夫（Саларов, Джамесеб Юсуфович）、努拉赫梅德·拉马扎诺夫（Нурахмед Рамазанов）和希纳兹·埃泽尔奇（Шиназ Эзерчи）参与了大会工作，他们为20世纪鲁图尔文学奠定了基础。如果说早期的阿舒格和诗人极少使用鲁图尔语写作，且主要只是为了多样化尝试，那么以他们为开端，才真正开始了对语言的锤炼工作，并认真构建起文学语言。在他们的创作中，可见为鲁图尔诗歌成型所付出的巨大努力。这种诗歌既融合了鲁图尔民间诗歌的传统，又在体裁和形式上受到欧洲新潮流的影响。这些才华横溢、深受人民爱戴的诗人唤醒了鲁图尔语的艺术生命力，赋予它新的声响；他们强调母语表达的优美及其所承载的诗意思想的深度。由此，鲁图尔诗歌获得了强大的力量和影响民族情感与思想的特殊能力。萨拉罗夫、埃泽尔奇和拉马扎诺夫将母语提升至新的、文学化的高度；在这几位语言艺术大师手中，语言成为一种灵活而敏感的材料，能够回应诗意思想最细微的波动。目前，用阿塞拜疆语创作的贾拉伊·费兹利（Джарай Фезли）和沙拉费特·达吉斯坦雷（Шарафет Дагестанлы）的作品尚未被翻译成鲁图尔语。
马戈梅德·乌利列耶夫（Магомед Улилеев）与阿卜杜勒马纳夫·卡夫哈耶夫（Абдулманаф Кавхаев）是仅用鲁图尔语创作的诗人。穆萨·马哈茂多夫（Муса Махмудов）则用鲁图尔语撰写短篇小说、童话和长篇小说。  
马戈梅德·乌利列耶夫创作儿童诗歌、歌颂母爱的诗篇以及关于大故乡与小家园的作品。他的诗歌广为人知且深受喜爱，其谱写的歌曲在民间传唱，他的名字为鲁图尔读者所熟知。乌利列耶夫创作了大量诗歌，其情感表达之美、对世界与儿童的善意以及对孩童天性的深刻理解令人赞叹。不过，他丰富的创作中仅有部分作品被收录于鲁图尔语教材中发表。  
萨基特·库切里（Сакит Кучери）是一位融合了阿塞拜疆艺术传统与达吉斯坦诗歌的诗人。他既精通阿塞拜疆语，也掌握鲁图尔语的赫诺夫方言。他的故乡赫诺夫村位于阿赫特区，毗邻阿塞拜疆边境。然而，由于赫诺夫方言历史上曾分布于古代高加索阿尔巴尼亚境内，赫诺夫居民传统上与阿塞拜疆村庄的联系比与达吉斯坦村庄更为紧密。至今，该方言的使用者仍居住在其历史故土——阿塞拜疆境内的舍基市及鲁图尔村庄。  
由于阿塞拜疆语在该地区占据主导地位，语言艺术家们常借鉴阿塞拜疆诗歌的艺术传统，这无疑丰富了他们的创作。总体而言，鲁图尔文学在历史上始终与阿塞拜疆及东方诗歌传统紧密相连。鲁图尔阿舒格（游吟诗人）积极运用如嘎泽拉（газели）、歌什玛（гошмы）、鲁巴伊（рубаи）、穆罕默斯（мухаммеса）、贝特（бейты）、本迪（бенды）等体裁，并常向阿塞拜疆经验丰富的阿舒格求教以精进技艺，从而推动自身创作发展并达到更高水平。  
萨基特·库切里正是这种艺术融合的典范。他在鲁图尔语创作中自由而广泛地运用阿塞拜疆诗歌的体裁与形式，成为鲁图尔作家中真正体现阿塞拜疆诗歌学派的代表。  
沙菲·易卜拉欣莫夫（Шафи Ибрагимов）成为鲁图尔文学语言与诗歌发展的重要里程碑。作为当代诗人，他成功结合东方与欧洲诗歌传统，创造出两种文化方向的独特融合。这种结合取得了卓越成果，使沙菲的诗歌在保持民族特色的同时，成功走向当代世界舞台。
在叙利亚，以阿拉伯语创作散文、短篇小说、戏剧和长篇小说的乌勒法特·伊德利比（Ульфат Идлиби）也是一位多产的作家，来自鲁图尔人的希纳兹村。
埃斯克·奥斯曼诺夫的戏剧《神圣之夜》是当代鲁图尔文学的重大收获。这部戏剧在更新、更现代的水平上发展了鲁图尔族戏剧作品的创作传统。该剧于1998年在巴库以阿塞拜疆语出版。